# Laatste veteranen van de Eerste Wereldoorlog
Dit is een lijst van de laatst overlevende Eerste Wereldoorlogsveteranen. Deze oorlog duurde van 28 juli 1914 tot 11 november 1918. Er vielen ongeveer 9 miljoen militaire doden.
De laatste veteraan die daadwerkelijk in de Eerste Wereldoorlog heeft meegevochten was Claude Choules. Hij overleed op 5 mei 2011 op 110-jarige leeftijd. Officieel was echter Florence Green, die op 4 februari 2012 op eveneens 110-jarige leeftijd overleed, de laatste veteraan (zij werkte als serveerster voor de officieren). De alleroudste veteraan van de Eerste Wereldoorlog was Emiliano Mercado del Toro uit Puerto Rico (21 augustus 1891 – 24 januari 2007), die op 115-jarige leeftijd stierf en tot dat moment de oudste mens ter wereld was.

## De allerlaatste per land
De laatste Belgische veteraan, Cyrillus-Camillus Barbary, stierf op 16 september 2004 op 105-jarige leeftijd. Hij diende aan het westfront gedurende de laatste zes maanden van de oorlog.

## Laatste veteraan van een krijgsmachtonderdeel en/of front
Deze mensen zijn de laatste van een bepaalde krijgsmachtonderdeel en/of front.
| Land gediend         | Naam                    | Geboren           | Overleden              | Aantekening |
| -------------------- | ----------------------- | ----------------- | ---------------------- | --- |
| Australië            | William Evan Allan      | 24 juli 1899      | 18 oktober 2005 (106)  | Laatste Australische marinier, Australische overlevende van beide wereldoorlogen en Australische veteraan die had gevochten tijdens WO I.          |
| Duitsland            | Wilhelm Remmert         | 15 november 1899  | 27 mei 2007 (107)      | Laatste veteraan die aan het oostfront vocht en de laatste Duitse veteraan.                                                                        |
| Italië               | Delfino Edmondo Borroni | 23 augustus 1898  | 26 oktober 2008 (110)  | Laatste veteraan die in de Alpen vocht. |
| Finland              | Aarne Arvonen           | 4 augustus 1897   | 1 januari 2009 (111)   | Laatste veteraan van de Finse Burgeroorlog. Vocht aan de Rode zijde.                                                                               |
| Finland              | Lennart Rönnback        | 21 mei 1905       | 5 november 2007 (102)  | Laatste Witte veteraan van de Finse Burgeroorlog.                                                                                                  |
| Frankrijk            | Bernard Delaire         | 28 maart 1899     | 1 oktober 2007 (108)   | Laatste Franse officier en Franse marinier. |
| Oostenrijk-Hongarije | Franz Künstler          | 24 juli 1900      | 27 mei 2008 (107)      | Laatste centrale mogendheden veteraan. |
| Verenigd Koninkrijk  | Henry William Allingham | 6 juni 1896       | 18 juli 2009 (113)     | Laatste overlevende van de zeeslag bij Jutland. Laatste overlevende van de RNAS en de laatste levende oprichter van de RAF. Oudste man ter wereld. |
| Verenigd Koninkrijk  | Alfred Anderson         | 25 juni 1896      | 21 november 2005 (109) | Laatste ooggetuige van het staakt-het-vuren van kerst 1914.                                                                                        |
| Verenigd Koninkrijk  | Florence Beatrice Green | 19 februari 1901  | 4 februari 2012 (110)  | Laatste vrouwelijke veteraan. |
| Verenigd Koninkrijk  | Claude Stanley Choules  | 3 maart 1901      | 5 mei 2011 (110)       | Laatste veteraan die in beide wereldoorlogen heeft gediend.                                                                                        |
| Verenigd Koninkrijk  | Philip Mayne            | 22 november 1899  | 9 april 2007 (107)     | Laatste Britse officier. |
| Verenigd Koninkrijk  | Harry Patch             | 17 juni 1898      | 25 juli 2009 (111)     | Laatste veteraan die in de loopgraven vocht. |
| Verenigd Koninkrijk  | Bill Stone              | 23 september 1900 | 10 januari 2009 (108)  | Laatste veteraan die in beide wereldoorlogen voor het Verenigd Koninkrijk heeft gediend.                                                           |
| Verenigde Staten     | Lloyd Brown             | 7 oktober 1901    | 29 maart 2007 (105)    | Laatste Amerikaan uit de marine. |
| Verenigde Staten     | Albert Wagner           | 5 september 1899  | 20 januari 2007 (107)  | Laatste Amerikaanse marinier. |
| Verenigde Staten     | Frank Woodruff Buckles  | 1 februari 1901   | 27 februari 2011 (110) | Laatste Amerikaanse veteraan. |